# Maasbüller Herrenkoog
Der Maasbüller Herrenkoog (früher auch Maasbüller Koog, Herrenländereien, Herrenkoog) ist ein Koog in Nordfriesland zwischen Risum und Fahretoft. Die Bedeichung wurde im Jahre 1641 abgeschlossen, die Deichlänge beträgt rund 3,2 km. Der damals neue Seedeich erhielt den Namen Moordeich, größter Landeigner im Koog war zunächst der Herzog von Gottorf. Die Besiedlung begann erst 1935. 31 Siedler erhielten am 1. Oktober 1935 eine Neubauernstelle.